# Valerio Tonini
Valerio Tonini (Velletri, 15 dicembre 1901 – 14 aprile 1992) è stato un ingegnere e scrittore italiano.
Filosofo della scienza e cattolico, è stato tra i protagonisti del dibattito epistemologico italiano del Novecento anche come fondatore (nel 1955) e direttore della rivista La Nuova Critica.

## Biografia
Nacque a Velletri (Roma) il 15 dicembre 1901 da una famiglia originaria di Trento.
Giovane ingegnere trasferitosi a Cagliari, vi conobbe e sposó Elena Salazar, nipote dell'ingegner Giorgio Asproni dalla quale ebbe due figli.

## Il pensiero
Valerio Tonini si è interessato a vari settori della conoscenza: tecnologia, cibernetica, informatica, teoria delle informazioni, antropologia culturale, filosofia delle scienze e della religione.
Per Tonini, la visione metafisica tradizionale viene superata dalla filosofia della scienza e rimane un'aspirazione psicologica dell'uomo.
La ricerca del rapporto tra ragione e bios è vista in maniera originale: Tonini parte dal corredo informazionale dell'ADN e arriva alla formazione delle complesse strutture tecnologiche che si apprestano a realizzare nel nostro secolo la simbiosi tra l'uomo e la macchina.
Si è occupato di temi attuali negli anni 2000: innovazioni che l'uomo sta realizzando in campo biologico, tecnologico, informatico sono state da lui teorizzate, sistematizzate e previste.

## Opere

### Terra del carbone
Attraverso il romanzo Terra del carbone, pubblicato da Guanda Editore a Modena nel 1943, Valerio Tonini ha raccontato la costruzione di Carbonia, verso la fine degli anni trenta del secolo scorso, attingendo anche alla propria esperienza biografica, dato che partecipò all'edificazione della città con una sua impresa edile. Descrisse realisticamente le vicende quotidiane di minatori e di gente comune sullo sfondo della nuova città industriale carbonifera in costruzione, fortemente voluta dal Fascismo e divenuta ben presto meta di un enorme flusso migratorio proveniente non solo da altre zone dell'isola, ma pure da diverse regioni italiane.

### Altre opere
- Valerio Tonini, Il taccuino incompiuto, 1984, su Ettore Majorana
- Fabio Minazzi, Valerio Tonini, La realtà della natura e la storia dell'uomo. Contributo per una storia dell'epistemologia del Novecento, Franco Angeli, 1989.
- Valerio Tonini, Utrum Deus sit. Le antitesi e l'ecumene, Anicia, 1988.
- Valerio Tonini, La scienza della vita, Jouvence, 1983.
- Valerio Tonini, Le scelte della scienza, Studium, 1977.